# Валварино (Рим)
Валварино је насеље у Италији у округу Рим, региону Лацио.
Према процени из 2011. у насељу је живело 387 становника. Насеље се налази на надморској висини од 346 м.